# Telema wunderlichi
Telema wunderlichi är en spindelart som beskrevs av Song och Zhu 1994. Telema wunderlichi ingår i släktet Telema och familjen Telemidae. Inga underarter finns listade i Catalogue of Life.